# 天台 (建筑物)

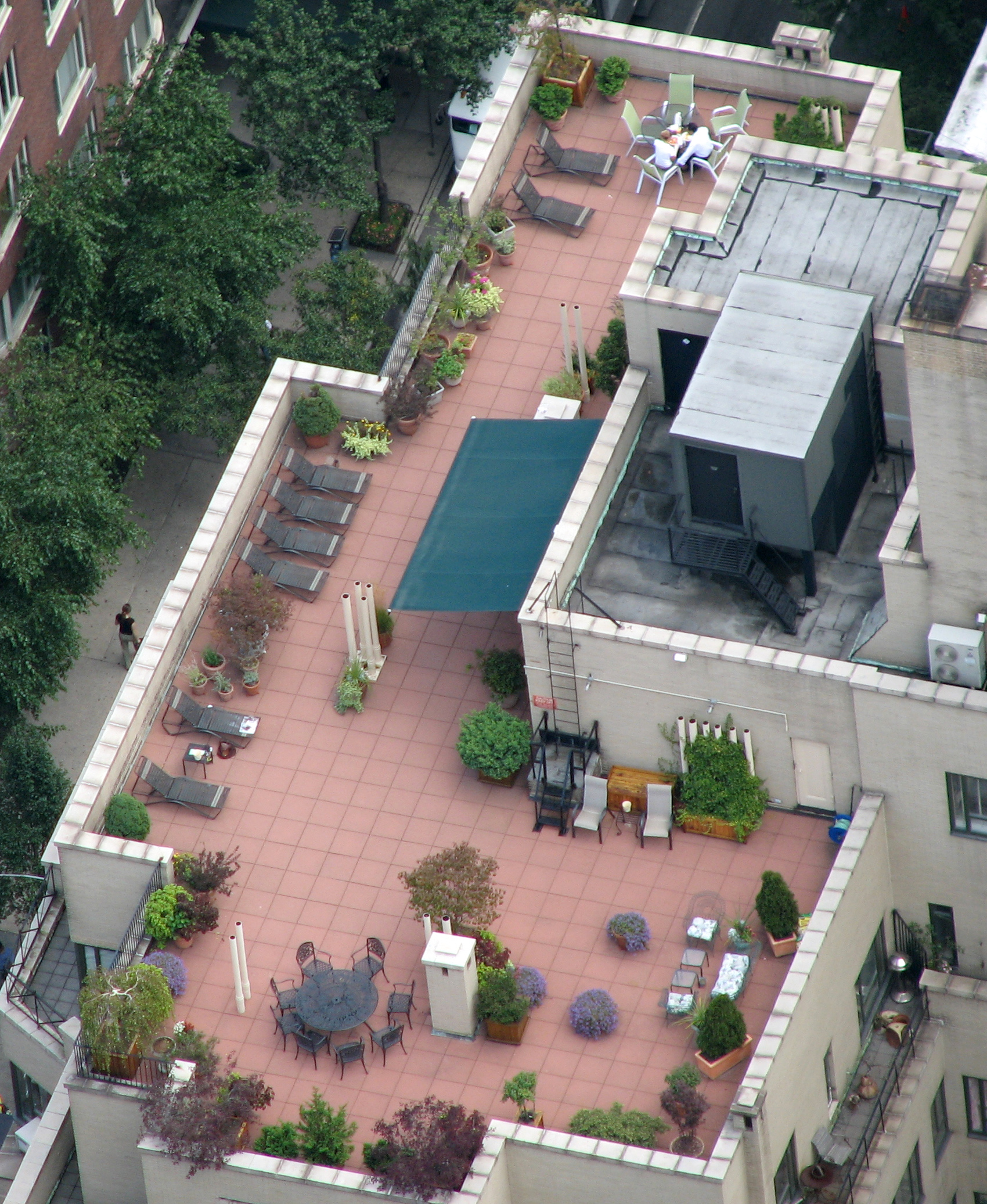
建築物的天台

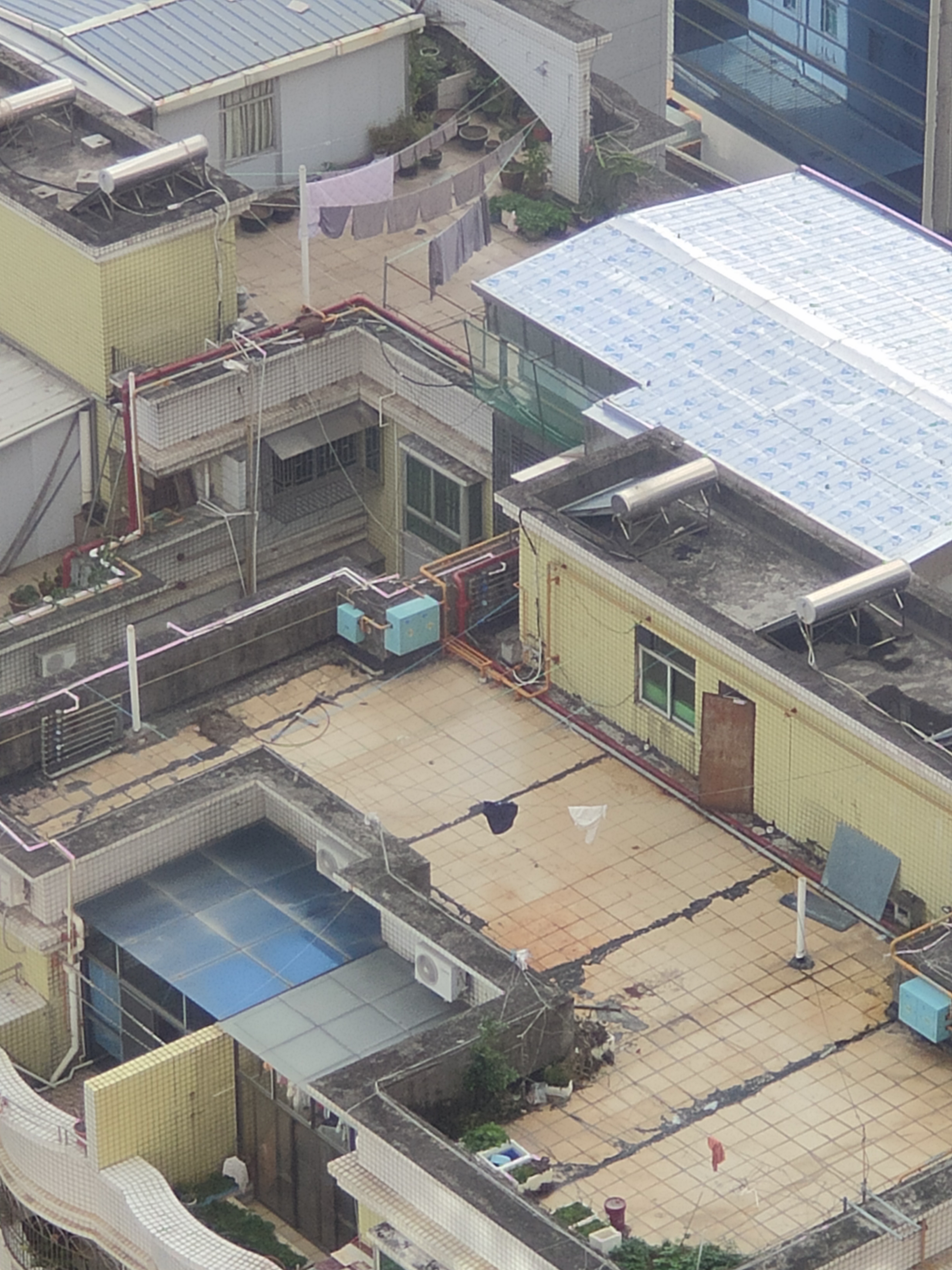
一座天台

天台是平頂的屋頂空間，是建築物之一部份。常用作休憩地方，如乘涼、天台屋、天台花園，甚至天台學校、籃球場等。
天台是最能反映香港特色的地方，因此不少著名的香港電影，都有天台取景的場面。北角政府合署的天台更是香港電影最著名的拍攝場地之一：其中梁朝偉和劉德華在《無間道》的幾場天台戲就為觀眾津津樂道，其地點就是北角政府合署的天台。